# Paul Lindemark Jørgensen
Paul Lindemark Jørgensen (* 29. Juli 1916 in Kopenhagen; † 2. Dezember 1988 in Taarbæk) war ein dänischer Segler.

## Erfolge
Paul Lindemark Jørgensen, der für den Taarbæk Sejlklub segelte, nahm in der Bootsklasse Drachen zweimal an Olympischen Spielen teil. 1960 war er in Rom neben Niels Markussen Crewmitglied des dänischen Bootes Chok unter Skipper Aage Birch. Mit 4715 Punkten schloss die Chok die Regatta auf dem sechsten Platz ab. Bei den Olympischen Spielen 1968 in Mexiko-Stadt traten Lindemark Jørgensen, Markussen und Birch erneut zusammen an und sicherten sich dieses Mal die Silbermedaille. Während die US-Amerikaner unter Skipper George Friedrichs mit fünf Siegen und einem zweiten Platz deutlich Olympiasieger wurden, platzierten sich die Dänen mit 26,4 Punkten vor dem deutschen Boot um Paul Borowski mit 32,7 Punkten bei der in Acapulco stattfindenden Regatta auf dem zweiten Rang.